# Sukošan
Sukošan je naselje na Hrvaškem, ki je središče občine Sukošan Zadrske županije.
Naselje z manjšim pristaniščem leži ob obali prostranega in plitkega istoimenskega zaliva na prehodu med Zadrskim in Pašmanskim kanalom okoli 11 km jugovzhodno od Zadra. Ob zalivu so lepe peščene plaže, na obalnem pasu pa je več borovih gozdičkov. Na več mestih v naselju so ostanki rimskih gradenj in grobov, v bližini pa trasa rimskega vodovoda. Župnijska cerkev sv. Kasijana je bila verjetno postavljena v 11. stoletju, današnjo zunanjo podobo pa je dobila v 17. stoletju.  Na pokopališču stojita kapelica Gospe od Milosti, postavljena leta 1660 in cerkvica sv. Martina postavljena v 16. stoletju. Na tem področju se nahajajo ostanki antičnega naselja. V starih listinah se v 13. stoletju današnje naselje omenja kot Sanctus  Cassanus, imenovano po sv. Kasijanu, zaščitniku mesta. V srednjem veku je bil Sukošan kot del Zadrskega območja v lasti zadrskih plemiških družin in Zadrske nadškofije. Skozi zgodovino je bilo tu razvito glagoljaštvo. V začetku 15. stoletja se je kraj utrdil z obrambnim zidom. V Sukošanskem zalivu leži otoček na katerem so ostanki rezidence zadrske nadškofije iz 15. stoletju.

## Demografija
| Pregled števila prebivalcev po letih | Pregled števila prebivalcev po letih | Pregled števila prebivalcev po letih | Pregled števila prebivalcev po letih | Pregled števila prebivalcev po letih | Pregled števila prebivalcev po letih | Pregled števila prebivalcev po letih | Pregled števila prebivalcev po letih | Pregled števila prebivalcev po letih | Pregled števila prebivalcev po letih | Pregled števila prebivalcev po letih | Pregled števila prebivalcev po letih | Pregled števila prebivalcev po letih | Pregled števila prebivalcev po letih | Pregled števila prebivalcev po letih | Pregled števila prebivalcev po letih |
| ------------------------------------ | ------------------------------------ | ------------------------------------ | ------------------------------------ | ------------------------------------ | ------------------------------------ | ------------------------------------ | ------------------------------------ | ------------------------------------ | ------------------------------------ | ------------------------------------ | ------------------------------------ | ------------------------------------ | ------------------------------------ | ------------------------------------ | ------------------------------------ |
| 1857                                 | 1869                                 | 1880                                 | 1890                                 | 1900                                 | 1910                                 | 1921                                 | 1931                                 | 1948                                 | 1953                                 | 1961                                 | 1971                                 | 1981                                 | 1991                                 | 2001                                 | 2011                                 |
| 943                                  | 1055                                 | 1155                                 | 900                                  | 939                                  | 1030                                 | 1430                                 | 1563                                 | 1415                                 | 1486                                 | 1619                                 | 1855                                 | 2020                                 | 2275                                 | 2603                                 | 2808                                 |